# Przedrośle

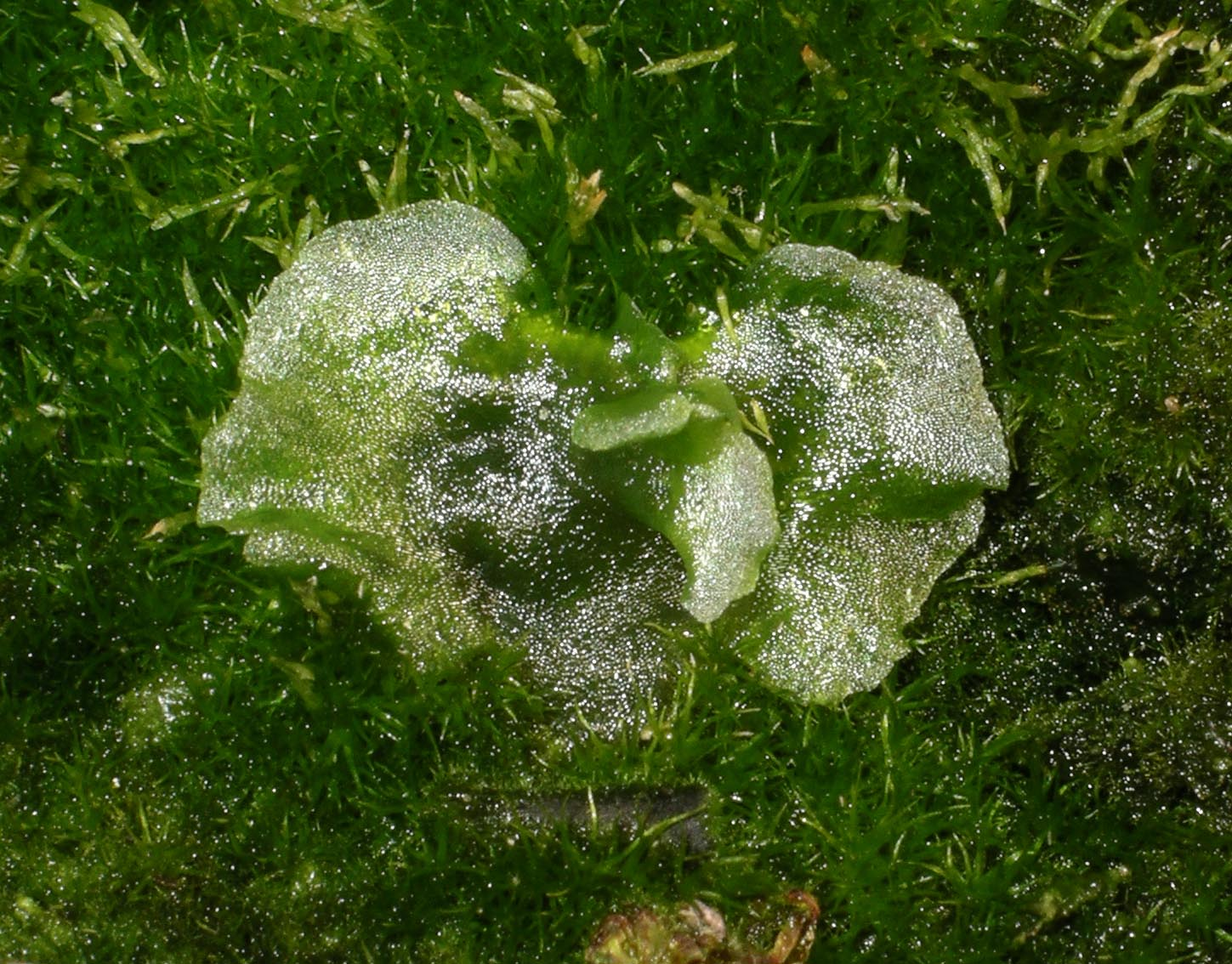
Przedrośle paproci Dicksonia antarctica

Przedrośle (prothallium, prothallus – z łac. pro = wczesny i gr. θαλλος (thallos) = gałązka) – stadium rozwojowe u roślin, zawierające organy męskie, żeńskie lub oba jednocześnie.
Stanowiący przedrośle plechowaty gametofit paprotników u paprotników jednakozarodnikowych zwykle jest jednopienny (obupłciowy), dwupienny jest zazwyczaj u skrzypów. U paprotników różnozarodnikowych występują przedrośla dwupienne (żeńskie produkujące rodnie i męskie wytwarzające plemnie).
Gametofit paprotników jest najczęściej niepozornym (kilkumilimetrowym), ale samodzielnym przedroślem. W skrajnych przypadkach zostaje ograniczony do kilku komórek i wtedy zależny jest od sporofitu. Jest pokoleniem krótkotrwałym, które po spełnieniu funkcji rozrodczej obumiera.
Przedroślem bywa także nazywany wielokomórkowy gametofit żeński nagonasiennych. Jest on bogaty w materiały odżywcze, które wykorzystuje rozwijający się w nasieniu zarodek sporofitu.